# جوهانس روبرتس
جوهانس روبرتس (بالإنجليزية: Johannes Roberts)‏ هو منتج أفلام وكاتب وكاتب سيناريو ومخرج بريطاني، ولد في 24 مايو 1976 في كامبريدج في المملكة المتحدة.

## وصلات خارجية
- جوهانس روبرتس على موقع IMDb (الإنجليزية)
- جوهانس روبرتس على موقع ألو سيني (الفرنسية)
- جوهانس روبرتس على موقع أول موفي (الإنجليزية)
- جوهانس روبرتس على موقع قاعدة بيانات الأفلام السويدية (السويدية)
- جوهانس روبرتس على موقع قاعدة بيانات الفيلم (الإنجليزية)
- جوهانس روبرتس على موقع كينوبويسك (الروسية)